# Jenn Colella
Jenn Colella, nata Jennifer Lin Colella (Summerville, 22 settembre 1974) è un'attrice e cantante statunitense, nota soprattutto come interprete di musical.

## Biografia
Ha recitato a Broadway nei musical Urban Cowboy (2003), Chaplin (2012), If/Then (2015) e Come From Away (2016), per cui ha vinto il Outer Critics Circle Award e il Drama Desk Award alla migliore attrice non protagonista in un musical, oltre ad essere stata candidata al Tony Award per la stessa categoria.
È dichiaratamente poliamorosa.

## Filmografia

### Cinema
- Uncertainty, regia di Scott McGehee e David Siegel (2008)
- Come From Away, regia di Christopher Ashley (2021)

### Televisione
- Cashmere Mafia – serie TV, 1 episodio (2008)
- Rescue Me – serie TV, 1 episodio (2009)
- La valle dei pini – serie TV, 1 episodio (2010)
- The Good Wife – serie TV, 1 episodio (2010)
- Submissions Only – serie TV, 1 episodio (2010)
- Elementary – serie TV, 1 episodio (2015)
- Feed the Beast – serie TV, 6 episodi (2016)
- The Code – serie TV, 1 episodio (2019)
- Madam Secretary – serie TV, 1 episodio (2019)
- Evil – serie TV, episodio 1x08 (2019)

## Doppiatrici italiane
- Marta Altinier in FBI: Most Wanted